# سیارک ۲۴۱۹۸
سیارک ۲۴۱۹۸ (به انگلیسی: 24198 Xiaomengzeng، نامگذاری:1999XB39) بیست و چهار هزار و صد و نود و هشتمین سیارک کشف شده‌است که در ۶ دسامبر ۱۹۹۹ کشف شد.
قدر مطلق سیارک برابر ۲۰.۴ است.